# Gustav Berggren
Karl Gustav Vilhelm Berggren, född 7 september 1997 i Tynnereds församling i Göteborg, är en svensk fotbollsspelare som spelar för Raków Częstochowa.

## Klubbkarriär
Som femåring började Gustav Berggren spela i Näsets SK. Karriären gick därefter vidare i GAIS innan han som 15-åring skiftade till BK Häcken.
A-lagsdebuten skedde i en träningsmatch mot norska Lillestrøm och kort därefter, i januari 2015, skrev Berggren på sitt första a-lagskontrakt med BK Häcken. Den allsvenska debuten kom dock att dröja till den efterföljande säsongen, då Berggren via ett inhopp mot Falkenbergs FF den 15 maj 2016 debuterade i den högsta serien. I oktober 2016 förlängde Berggren sitt kontrakt i BK Häcken med fyra år.
I juli 2017 lånades Berggren ut till Varbergs BoIS för resten av säsongen.
Den 29 juli 2022 meddelade Häcken att Berggren sålts till den polska klubben Raków Częstochowa.

## Landslagskarriär
Berggren debuterade för Sveriges landslag den 9 januari 2020 i en 1–0-vinst över Moldavien.